# Liste des maires de Calgary
Le maire de Calgary est le chef de l'exécutif de la ville de Calgary en Alberta au Canada.

## Histoire
|    | Maire                      | Début            | Fin              | Temps en fonction           |
| -- | -------------------------- | ---------------- | ---------------- | --------------------------- |
| 1  | George Murdoch             | 4 décembre 1884  | 21 octobre 1886  | 1 an, 10 mois et 17 jours   |
| 2  | George Clift King          | 4 novembre 1886  | 16 janvier 1888  | 1 an, 2 mois et 2 jours     |
| 3  | Arthur Edwin Shelton       | 16 janvier 1888  | 21 janvier 1889  | 1 an et 5 jours             |
| 4  | Daniel Webster Marsh       | 21 janvier 1889  | 20 janvier 1890  | 11 mois et 30 jours         |
| 5  | James Delamere Lafferty    | 20 janvier 1890  | 19 janvier 1891  | 11 mois et 30 jours         |
| 6  | James Reilly               | 19 janvier 1891  | 18 janvier 1892  | 11 mois et 30 jours         |
| 7  | Alexander Lucas            | 18 janvier 1892  | 2 janvier 1894   | 1 an, 11 mois et 15 jours   |
| 8  | Wesley Fletcher Orr        | 16 janvier 1894  | 6 janvier 1896   | 1 an, 11 mois et 21 jours   |
| 9  | Alexander McBride          | 6 janvier 1896   | 4 janvier 1897   | 11 mois et 29 jours         |
| 8  | Wesley Fletcher Orr (2e)   | 4 janvier 1897   | 3 janvier 1898   | 11 mois et 30 jours         |
| 10 | Arthur Leslie Cameron      | 3 janvier 1898   | 3 janvier 1899   | 1 an                        |
| 6  | James Reilly (2e)          | 3 janvier 1899   | 2 janvier 1900   | 11 mois et 30 jours         |
| 11 | William Henry Cushing      | 2 janvier 1900   | 7 janvier 1901   | 1 an et 5 jours             |
| 12 | James Stuart Mackie        | 7 janvier 1901   | 6 janvier 1902   | 11 mois et 30 jours         |
| 13 | Thomas Underwood           | 6 janvier 1902   | 5 janvier 1904   | 1 an, 11 mois et 30 jours   |
| 14 | Silas Alexander Ramsay     | 5 janvier 1904   | 2 janvier 1905   | 11 mois et 28 jours         |
| 15 | John Emerson               | 2 janvier 1905   | 14 janvier 1907  | 2 ans et 12 jours           |
| 10 | Arthur Leslie Cameron (2e) | 14 janvier 1907  | 2 janvier 1909   | 1 an, 11 mois et 19 jours   |
| 16 | Reuben Rupert Jamieson     | 2 janvier 1909   | 2 janvier 1911   | 2 ans                       |
| 17 | John William Mitchell      | 2 janvier 1911   | 2 janvier 1913   | 2 ans                       |
| 18 | Herbert Arthur Sinnott     | 2 janvier 1913   | 2 janvier 1915   | 2 ans                       |
| 19 | Michael Copps Costello     | 2 janvier 1915   | 2 janvier 1919   | 4 ans                       |
| 20 | Robert Colin Marshall      | 2 janvier 1919   | 3 janvier 1921   | 2 ans et 1 jour             |
| 21 | Samuel Hunter Adams        | 3 janvier 1921   | 2 janvier 1923   | 1 an, 11 mois et 30 jours   |
| 22 | George Harry Webster       | 2 janvier 1923   | 31 décembre 1926 | 3 ans, 11 mois et 29 jours  |
| 23 | Frederick Ernest Osborne   | 3 janvier 1927   | 31 décembre 1929 | 2 ans                       |
| 24 | Andrew Davison             | 1er janvier 1930 | 31 décembre 1945 | 15 ans                      |
| 25 | James Cameron Watson       | 1er janvier 1946 | 31 décembre 1949 | 4 ans, 11 mois et 30 jours  |
| 26 | Don Mackay                 | 1er janvier 1950 | 19 octobre 1959  | 9 ans, 9 mois et 18 jours   |
| 27 | Harry Hays                 | 19 octobre 1959  | 30 juin 1963     | 3 ans, 8 mois et 11 jours   |
| 28 | Grant MacEwan              | 4 juillet 1963   | 18 octobre 1965  | 2 ans, 3 mois et 14 jours   |
| 29 | Jack Leslie                | 18 octobre 1965  | 22 octobre 1969  | 4 ans et 4 jours            |
| 30 | Rod Sykes                  | 22 octobre 1969  | 31 octobre 1977  | 8 ans et 9 jours            |
| 31 | Ross Alger                 | 31 octobre 1977  | 27 octobre 1980  | 2 ans, 11 mois et 26 jours  |
| 32 | Ralph Klein                | 27 octobre 1980  | 21 mars 1989     | 8 ans, 4 mois et 22 jours   |
| 33 | Don Hartman                | 21 mars 1989     | 23 octobre 1989  | 7 mois et 2 jours           |
| 34 | Al Duerr                   | 23 octobre 1989  | 22 octobre 2001  | 11 ans, 11 mois et 29 jours |
| 35 | Dave Bronconnier           | 22 octobre 2001  | 25 octobre 2010  | 9 ans et 3 jours            |
| 36 | Naheed Nenshi              | 25 octobre 2010  | 26 octobre 2021  | 11 ans et 1 jour            |
| 37 | Jyoti Gondek               | 26 octobre 2021  | En fonction      |                             |